# 安州 (辽朝)
安州，辽朝时设置州。
辽国把渤海國的强师县改为归仁县。保宁七年（975年）改为安州刺史，下辖归仁县（今遼寧省昌图县北四面城镇四面城古城）。为东京道所属刺史州，兵事隶北女直兵马司。未记其有属县。咸州、肃州、韩州等兵事都隶屬於北女直兵马司，安州当与此诸州相邻近。天辅二年（1118年），女真奪得安州，为咸州的支郡。金朝皇统三年（1143年）废除安州，归仁县属于咸州。